# WOWOW
WOWOW (яп. ワウワウ) — перше приватне і платне супутникове телебачення в Японії. Аналогове мовлення почалося 1 квітня 1991 року, цифрове мовлення — 1 грудня 2000 року. Мережа почала свій розвиток з 207 тис. передплатників (продажі на 31,5 млрд єн), і за два роки зросла до 2,66 млн передплатників (продажі на 64,5 млрд єн).
Ім'я мережі походить від подвоєного англ. wow (вау — «ого, вираз здивування, захоплення»), також три англійські букви «W» часто асоціюється з англ. World-Wide-Watching («усесвітній перегляд»).
WOWOW в основному транслює фільми, але також нерідко зустрічаються різні аніме-твори, такі як «Big O», «Brain Powerd», «Carried by the Wind: Tsukikage Ran», «Cowboy Bebop» (повна версія), «Shinreigari/Ghost Hound», «Crest of the Stars», «Ergo Proxy», «X/1999», «Grenadier — The Senshi of Smiles», «Paranoia Agent» та «Detroit Metal City». WOWOW також транслює відомі американські мультфільми та телесеріали, наприклад «Друзі», «CSI: Місце злочину», «Секс і місто», «Клан Сопрано », «Мертва справа », «Анатомія Грей », «Medium», «4400 », «Project Runway», «Південний парк», «Сімпсони»

## Полислання
- Сайт телекомпанії WOWOW [Архівовано 13 лютого 2008 у Wayback Machine.] (яп.)